# Золотарёвский (посёлок)
Золотарёвский — посёлок в Ленинск-Кузнецком районе Кемеровской области. Входит в состав Демьяновского сельского поселения.

## География
Расположен посёлок в центре района, у истоков реки Петрушиха (бассейн Ини), на расстоянии 12 км восточнее города Ленинск-Кузнецкий, административного центра района. Ближайшие населённые пункты: Новогеоргиевка в 4,5 км на юго-запад и Литвиновский в 5 км восточнее. Центральная часть населённого пункта расположена на высоте 236 м над уровнем моря.

## Население
| 2010 |
| ---- |
| 43   |

### Половой состав
По данным Всероссийской переписи населения 2010 года, в посёлке Золотарёвский проживало 43 человека (23 мужчины, 20 женщин).